# Calle de Toledo
La calle de Toledo es una vía urbana de la ciudad española de Madrid, antiguo acceso de diversas mercancías y víveres procedentes de la provincia a la villa. La calle comienza en la plaza Mayor (en el arco de Cofreros), llega hasta la puerta de Toledo (1817-1827) y continúa hasta la glorieta de Pirámides donde finaliza, enlazando con el puente de Toledo en el viejo camino que llevaba a la ciudad toledana.

## Historia
Siguiendo parcialmente el artículo de costumbres ("La calle de Toledo") que en 1832 le dedicó al cronista Ramón de Mesonero Romanos, se documenta que en su origen fue uno de los caminos por los que se abastecía a la Villa de Madrid, conectando la plaza Mayor con el viejo "puente de Toletum" sobre el río Manzanares. Los campesinos de la provincia accedían por la calle llevando sus mercancías a los mercados del interior como lo eran el mercado de la cebada y el de San Miguel. Sus casas fueron lugar de aposento, así como las vecinas de la Cava Baja donde se encontraban la mayoría de los mesones, hoteles y posadas de la ciudad.
En 1815 aparece recogida en Paseo por Madrid: Ó, Guia del forastero en la corte con la siguiente descripción:

De Toledo. Empieza en la Plaza-mayor en el arco de Toledo , ó Arco-imperial (que está en medio del lado de la plaza que hace fachada á la Calle-mayor), atraviesa la plazuela de la Cebada y concluye en la puerta de Toledo.

Corre desde sus inicios paralela al rastro madrileño. Tuvo entre sus edificios el palacio de los condes de Humanes, el conde de Lerena. En 1630 vivía en la calle Alonso Jerónimo de Salas Barbadillo (a la altura de la calle de la Colegiata). El Portal de Cofreros, la Colegiata de san Isidro (construida en 1651) y los Reales Estudios de San Isidro, que ocupan las antiguas dependencias del Colegio Imperial, son los únicos edificios de interés histórico-artístico de la época de los Austrias que se han conservado, además de "La Fuentecilla", levantada en homenaje a Fernando VII de España en la embocadura de la calle de Arganzuela en 1814 (según la mayoría de los cronistas una de las composiciones arquitectónicas más feas de Madrid).

### Paseo de los Ocho Hilos
El tramo más ancho de la calle, entre la puerta de Toledo y la glorieta de Pirámides, se llamó paseo de los Ocho Hilos, por las ocho hileras de árboles que tenía en su origen, luego desaparecidas, permaneciendo solo la hilera de cedros del Himalaya en el centro. El paseo fue recordado por Vicente Blasco Ibáñez, en La horda: "La cabeza del cortejo chocó con el obstáculo de la policía. Un capitán habló a los manifestantes. Podían seguir por el Paseo 
de las Acacias, dar la vuelta a Madrid por las rondas, sin molestar a nadie. Estas eran las órdenes que había recibido. Nada de entrar en la población, de atravesar el centro, buscando la calle de Alcalá. El estaba allí, en el paseo de los Ocho Hilos, para cerrarles el paso y que no ganasen la puerta de Toledo.
Todo lo que quisieran, gritos, lloros, aclamaciones, todo, menos desfilar por las calles de Madrid y que la gente del centro presenciase el entierro, con su séquito de jornaleros que pedían venganza".

### Explosión de 2021
El miércoles 20 de enero de 2021, en torno a las 15:00 horas, se registró una fuerte explosión en el interior del edificio ubicado en el número 98 de la calle, sede de una residencia de sacerdotes y locales de Cáritas. Hubo cuatro fallecidos y una docena de heridos. La deflagración fue causada por un escape de gas en el exterior del edificio. Las tres plantas superiores del edificio quedaron gravemente dañadas y hubo cuantiosos daños materiales en los edificios colindantes - una residencia de ancianos, el colegio La Salle La Paloma y la iglesia de La Paloma - y en 16 vehículos estacionados en las aceras.

## En el Madrid galdosiano
El novelista Benito Pérez Galdós, en el primer libro de Fortunata y Jacinta, hace una descripción del ambiente prenavideño en la calle de Toledo un imaginario 20 de diciembre de 1873:

Iba Jacinta tan pensativa, que la bulla de la calle de Toledo no la distrajo de la atención que a su propio interior prestaba. Los puestos a medio armar en toda la acera desde los portales a San Isidro, las baratijas, las panderetas, la loza ordinaria, las puntillas, el cobre de Alcaraz y los veinte mil cachivaches que aparecían dentro de aquellos nichos de mal clavadas tablas y de lienzos peor dispuestos, pasaban ante su vista sin determinar una apreciación exacta de lo que eran. (...) En aquel telón había racimos de dátiles colgados de una percha; puntillas blancas que caían de un palo largo, en ondas, como los vástagos de una trepadora, pelmazos de higos pasados, en bloques, turrón en trozos como sillares que parecían acabados de traer de una cantera; aceitunas en barriles rezumados; una mujer puesta sobre una silla y delante de una jaula, mostrando dos pajarillos amaestrados, y luego montones de oro, naranjas en seretas o hacinadas en el arroyo. El suelo intransitable ponía obstáculos sin fin, pilas de cántaros y vasijas, ante los pies del gentío presuroso, y la vibración de los adoquines al paso de los carros parecía hacer bailar a personas y cacharros. Hombres con sartas de pañuelos de diferentes colores se ponían delante del transeúnte como si fueran a capearlo. Mujeres chillonas taladraban el oído con pregones enfáticos, acosando al público y poniéndole en la alternativa de comprar o morir. Jacinta veía las piezas de tela desenvueltas en ondas a lo largo de todas las paredes, percales azules, rojos y verdes, tendidos de puerta en puerta, y su mareada vista le exageraba las curvas de aquellas rúbricas de trapo. De ellas colgaban, prendidas con alfileres, toquillas de los colores vivos y elementales que agradan a los salvajes. En algunos huecos brillaba el naranjado que chilla como los ejes sin grasa; el bermellón nativo, que parece rasguñar los ojos; el carmín, que tiene la acidez del vinagre; el cobalto, que infunde ideas de envenenamiento; el verde de panza de lagarto, y ese amarillo tila, que tiene cierto aire de poesía mezclado con la tisis (...) Las bocas de las tiendas, abiertas entre tanto colgajo, dejaban ver el interior de ellas tan abigarrado como la parte externa, los horteras de bruces en el mostrador, o vareando telas, o charlando. Algunos braceaban, como si nadasen en un mar de pañuelos. El sentimiento pintoresco de aquellos tenderos se revela en todo. Si hay una columna en la tienda la revisten de corsés encarnados, negros y blancos, y con los refajos hacen graciosas combinaciones decorativas.
Benito Pérez Galdós: Fortunata y Jacinta (libro I, primera parte, cap. IX.1 )

El relato galdosiano puede complementarse con la descripción que el memorialista Corpus Barga dejó escrita en su colección de «paseos por Madrid» entre 1915 y 1930, donde la presenta como la «calle más bella de Madrid» que «parte de la plazuela de puerta Cerrada, de la esquina en donde está la Bodega del Segoviano...» y —tras un recorrido entre lo esquemáticamente urbano y lo lúdicamente castizo— la despide en la cota de la cuesta de los Ciegos, desde donde, «en la perspectiva de la calla, a lo lejos, se columbra, subido a un cerro, el poniente, el cielo puro, la tierra parda y un campanario».
Es también citada en Los cien mil hijos de San Luis (1877)

"Vivíamos en la calle de Toledo, que es la arteria por donde la emponzoñada sangre sube al cerebro de la villa de Madrid en los días de fiebre. Cruzaban la calle gentes del pueblo en actitud poco tranquilizadora. Al poco rato oímos gritar: «¡viva la religión!», «¡vivan la caenas!». Fue aquella la primera vez de mi vida que oí tal grito, y confieso que me horrorizó"
Benito Pérez Galdós: Los cien mil hijos de San Luis (cap. XX)

.
También es mencionada en El terror de 1824:

"Sarmiento se alejó de allí, y antes de tomar el camino de los Ocho Hilos para subir a la puerta de Toledo, paróse para ver los carros que ya a mediana distancia iban por el paseo Imperial. Bien pronto dejó de verlos, a causa de la oscuridad, mas conocía su situación por el farolillo que el vehículo delantero llevaba. Con voz sorda habló así el viejo patriota...".
Benito Pérez Galdós: El terror de 1824 (cap. II)

## Referencias

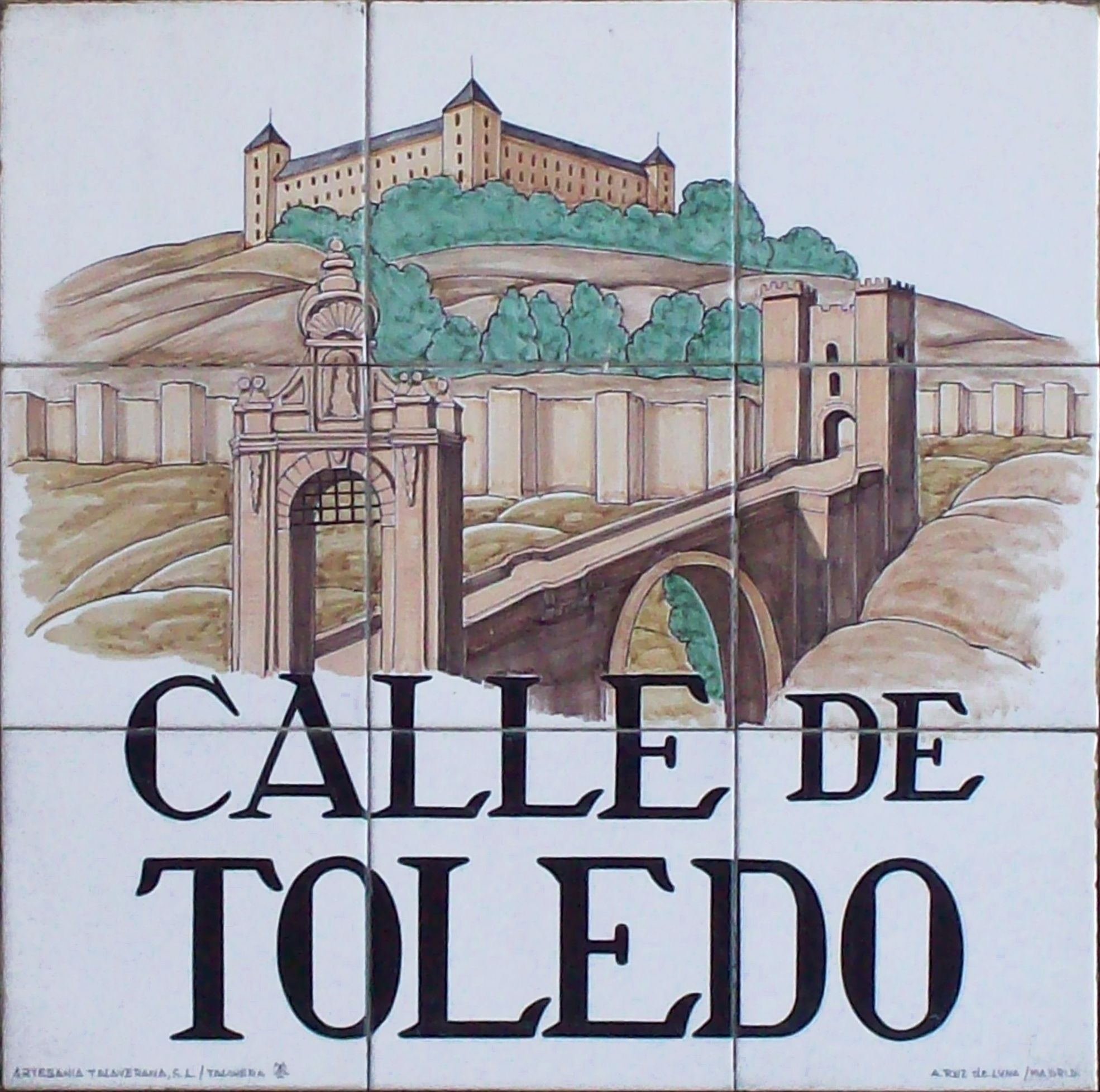
Placa de azulejos del callejero de Madrid (reproduce una típica vista de Toledo y su Alcázar, con el puente de Alcántara en primer plano, sobre el río Tajo.